# Изъяев, Роман Савиевич
Роман Савиевич Изъяев (29 января 1940, Дербент — 29 апреля 2018, Ор-Акива) — советский, российский и израильский актёр, худо́жественный руководи́тель, сценарист и декоратор горско-еврейского театра. За вклад в развитие отечественного театрального искусства и многолетнюю творческую деятельность награждён орденом «Знак почета» (1985). Основатель и художественный руководитель первой на горско-еврейском языке театра «Рамбам» в Израиле (2001—2017). Он выступал со своим театром во многих городах России, Израиля, Азербайджана, Канады и США.

## Биография

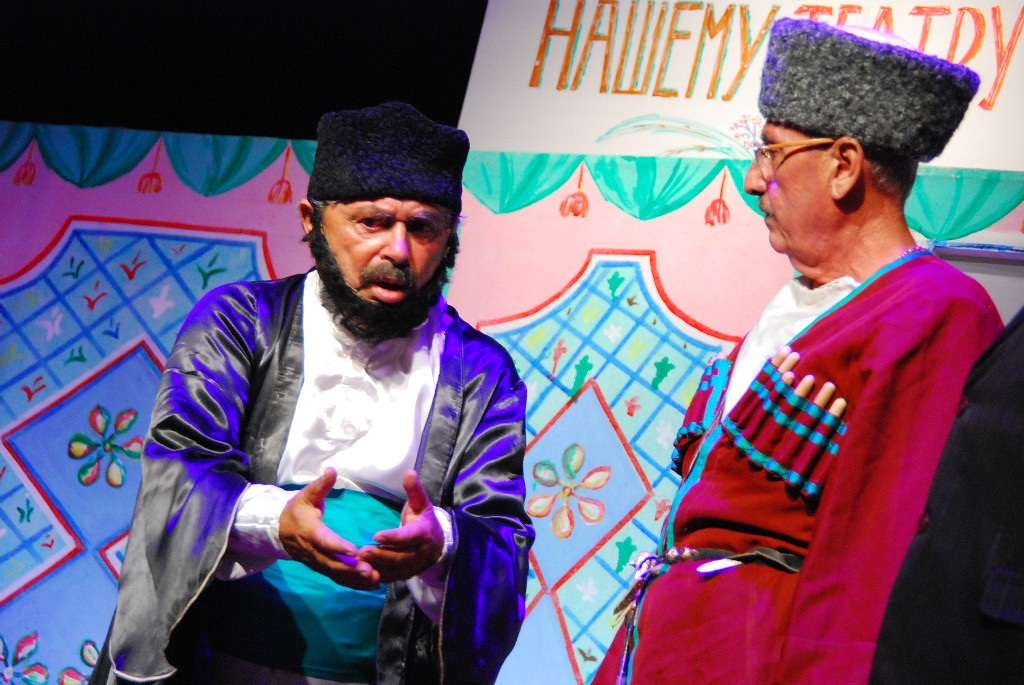
Актеры горско-еврейского театра «Рамбам»: Роман Изъяев и Рамбам Мишиев. Израиль. 2011 г.

Роману Изьяеву было 17 лет когда известная артистка Ахсо Шалумова (1907—1985) пригласила его играть в горско-еврейский театр в городе Дербенте, что послужило началом его театральной жизни.
С 1986 по 2001, Роман Изьяев занимал должность художественного руководителя горско-еврейского театра в Дербенте, где он играл главные роли во многих спектаклях.
В 2001 году репатриировался в Израиль. В израильском городе Хадера Роман Изъяев основал горско-еврейский театр «Рамбам», где он был художественным руководителем, актером, сценаристом и декоратором. В Израиле он написал две пьесы: (джуури:«Шуьвер се зени») — «Муж трех жен» и (джуури:«Э хори Бебеho») — «Земля обетованная».
За период работы в театре «Рамбам», Роман Изьяев организовал гастроли театра во многих городах Израиля, а также за рубежом: в Россию, Азербайджан, Канада
и США. В концертном зале «Мастер — театр» города Бруклина, штат Нью-Йорк. Театр представил музыкальную комедию (джуури:«Хуьсуьр») — «Свекровь» по пьесе азербайджанского драматурга Меджида Шамхалова.
Роман Изъяев ставил спектакли по мотивам рассказов писателя Хизгила Авшалумова (джуури: «Кишди хьомоли») — «Кушак бездетности» и (джуури: «Шими Дербенди») — «Шими Дербенди», где он сыграл роль Шими. Также ставил одноактные пьесы Михаила Дадашева и «Развод по-Кавказски», авторa Вячеславa Давыдовa.
В 2017 году из-за болезни Роман Изьяев был вынужден оставить сцену.
Умер Роман Изьяев 29 апреля 2018 года в городе Ор-Акива, Израиль.

## Награды
- 1985, Орден «Знак Почёта»